# 李学智 (1923年)
李学智（1923年—2005年），男，原籍山东临清，生于吉林宁安，中华人民共和国政治人物。

## 生平
早年参加革命运动。1945年，担任中共东阿县委书记。1952年，任中共金华地委书记。1971年，任中共宁夏回族自治区党委委员。1979年，任中共宁夏回族自治区党委第一书记兼宁夏军区第一政委。1983年，任中共宁夏回族自治区党委书记，1989年卸任。